# Santuario della Madonna delle Assi
Il santuario della Madonna delle Assi (in dialetto cremasco: santüare dala Madòna dèle As) è un luogo di culto mariano situato a Monte Cremasco.

## Collocazione
Il santuario si trova lungo la strada provinciale SP CR36, che collega Monte Cremasco a Palazzo Pignano, dirimpetto il Canale Vacchelli.

## Origini
Le origini del santuario non sono documentate. Lo Zavaglio, nel suo volume Terre Nostre, ragionava sulla tradizione che vorrebbe essere qui avvenuta un'apparizione in tempi anteriori a quelle di Caravaggio (1432)  e di Dovera (1386), quindi almeno nel XIV secolo.
Durante restauri avvenuti nel 1988 venne alla luce un'abside circolare di origini protoromaniche e una traccia di monofora sul fianco sinistro. Quindi è ipotizzabile la presenza di un luogo di culto molto antico, più remoto della presunta apparizione trecentesca. Vista la vicinanza con la città romana di Parasso (Palazzo Pignano) non si può escludere un qualche legame con essa.
Sempre in occasione dei restauri vennero alla luce a metà navata le fondamenta di una precedente facciata, indizio di una più antica e più piccola chiesa.
Anche per quanto riguarda la specificazione non ci sono dati certi: forse deriva da una cappella intermedia costruita prevalentemente in legno.

## Caratteristiche

### L'esterno
La chiesa è parallela alla strada provinciale che le corre a lato, con un andamento nord-sud, l'abside rivolta a mezzogiorno.
L'aspetto attuale deriva da un ampliamento dell'edificio avvenuto nel corso del XV secolo.
La facciata è preceduta da un portico caratterizzato da motivi a serliana, il quale estende la spazialità della chiesa dando un'idea di maggiori dimensioni di quanto non lo siano veramente. Sotto il portico sulla facciata si apre l'unico ingresso affiancato da due finestre; sopra si trovano tre affreschi che raffigurano la Madonna col Bambino e ai suoi lati San Benedetto e San Sebastiano. Un ulteriore semplice finestra per dare luce all'interno si apre sopra il portico.
I lati della chiesa sono piuttosto semplici, con una finestra per lato che dà sul presbiterio ed una sola apertura sul lato orientale per dare luce all'aula.
Il campanile si trova sul lato posteriore ed interamente in mattoni a vista: è suddiviso in riquadri con piccole aperture. Un cornicione aggettante divide la parte inferiore dalla cella campanaria caratterizzata da aperture con arco a tutto sesto riquadrate. Sopra la cella corre una cornice su cui svetta una cuspide a cono con base esagonale.
La cella campanaria contiene un'unica campana in la bemolle, realizzata dalla fonderia Crespi forse nel 1761.
Importanti restauri conservativi degli esterni furono realizzati nel 1989.

### L'interno
L'interno è ad aula unica. L'apparato decorativo è stato completamente restaurato nel 1986 nel quale si distingue la Madonna in trono con Bambino, due angeli musici e la contadinella dell'apparizione, posta in una cornice con cariatidi e putti sul presbiterio: fu rifatta, probabilmente sullo stesso modello del precedente affresco ormai ammalorato, dal pittore Secchi di Milano. Il medesimo ridisegnò i medaglioni della volta.
La decorazione che circonda l'affresco è composta da quadrature ed angeli di cui la mano pare assomigliare ai modelli di Giacomo Parravicini detto il Gianolo, attivo presso il santuario di Santa Maria della Croce a Crema agli inizi del XVII secolo.
Un nuovo altare in marmo fu collocato nel 1988 con la scena dell'Annunciazione realizzata da Mario Toffetti.

## Galleria d'immagini

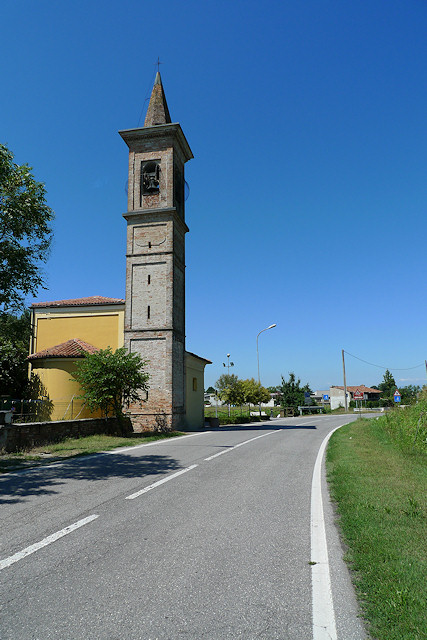
Il campanile
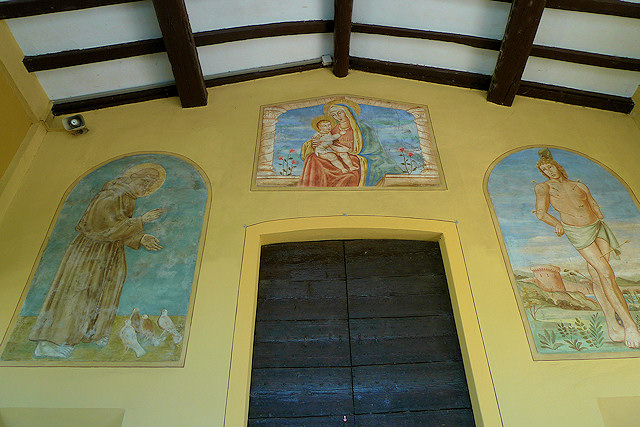
Gli affreschi della facciata sotto il portico
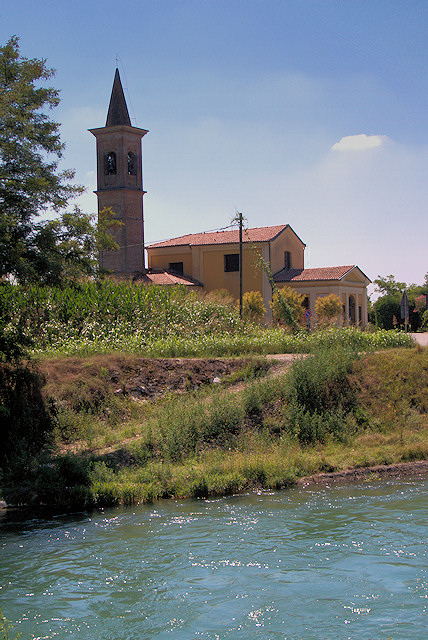
Scorcio del santuario dal Canale Vacchelli